# Juhani Kärkinen
Juhani Tapio Antero Kärkinen (ur. 28 października 1935 w Kotka, zm. 29 sierpnia 2019 w Lahti) – fiński skoczek narciarski.

## Kariera
Największym osiągnięciem w karierze Juhaniego Kärkinena jest zdobycie złotego medalu podczas zawodów na normalnej skoczni, w czasie Mistrzostw Świata w Narciarstwie Klasycznym 1958 w Lahti. Zwyciężył on także podczas zawodów Turnieju Czterech Skoczni w Oberstdorfie w 1960.
Jego starszy brat, Kalevi, także był skoczkiem narciarskim.